# Santuario de la vida salvaje de Govind Pashu Vihar
El santuario de la vida salvaje de Govind Pashu Vihar (en inglés, Govind Pashu Vihar Wildlife sanctuary) es un parque nacional de la India, que se encuentra dentro del nuevo estado de Uttarakhand (en el pasado, formó parte del territorio de Uttar Pradesh). Fue creado en el año 1955 como un refugio de animales, y más tarde se convirtió en un parque nacional.
Recibe su nombre por un prominente político y luchador por la libertad de la India, Govind Ballabh Pant, que fue nombrado ministro del interior en 1950 y se le recuerda por su logro a la hora de establecer el Hindi como idioma oficial.

## Historia
El parque fue establecido el 1.º de marzo de 1955, y se encuentra en el distrito de Uttarkashi en el estado indio de Uttarakhand. El parque queda en las alturas de los Himalaya de Garhwal. El área total del santuario y parque nacional de Govind Pashu Vihar es 958 kilómetros cuadrados. El proyecto "leopardo de las nieves" comenzado por el gobierno de la India se administra en este santuario. También, es uno de los lugares del Himalaya en que quedan quebrantahuesos, un catalista ecológico vital.

## Flora
El santuario contiene bosques de hoja ancha del Himalaya occidental en sus partes más bajas, con transición a los bosques de coníferas subalpinas del Himalaya occidental y prados y matorrales alpinos del Himalaya occidental en sus mayores altitudes. Entre los árboles presentes en las partes más bajas del santuario están Pinus roxburghii, cedro del Himalaya, robles y otras especies caducifolias. A altitudes de más de 2.600 m s. n. m., especies comunes incluyen coníferas como pino azul del Himalaya, abetos, piceas, tejos, y especies caducifolias como roble, arce, castaño, castaño de Indias, avellano y rododendro.

## Fauna
Hay alrededor de quince especies de grandes mamíferos en el santuario así como alrededor de ciento cincuenta especies de aves. En este lugar el gobierno de la India ha inaugurado el proyecto leopardo de las nieves, que pretende proporcionar unas medidas de conservación especiales para el leopardo de las nieves. Este depredador en peligro se ve amenazado por el declive de animales salvajes que él depreda, por la caza furtiva por su piel y sus partes del cuerpo, y porque lo matan los granjeros para proteger su ganado. Otros mamíferos que se encuentran en el santuario incluyen el oso tibetano, el oso pardo europeo, el leopardo común, el ciervo almizclero, el baral o carnero azul, el tar del Himalaya y el serau. Mamíferos más pequeños incluyen el puercoespín de la India, nutria europea, goral, civeta, erizos, los roedores Rattus nitidus, Neodon sikimensis y Petaurista magnificus, jabalí y civeta de las palmeras enmascarada.
Las aves que se encuentran aquí incluyen varias especies en peligro como el águila real, el águila esteparia y el águila milana, el quebrantahuesos, el perdigallo himalayo, el monal colirrojo, el faisán chir y el tragopán occidental. Aves de menor tamaño son búhos, paloma, minivets, túrdidos, parúlidos, bulbules, cotorras, cucos, páridos, emberízidos y fringílidos.